# Sainte-Anne Auguste Louzier
Sainte-Anne Auguste Louzier est un inspecteur général des monuments historiques français, né le 2 décembre 1848 à Sens et mort le 27 février 1925 en son domicile dans le 17e arrondissement de Paris. Il est le père du maître-verrier Paul Louzier.

## Biographie
Formé à l'école des beaux-arts de Paris, Louzier fut l'élève d'Eugène Millet. Sous la responsabilité d'Eugène Millet et avec le neveu de ce dernier Antoine Selmersheim, il participe à partir de 1869 aux restaurations du château de Saint-Germain-en-Laye, de la cathédrale Notre-Dame-de-l'Annonciation de Moulins, de l'église Saint-Pierre de Lisieux et de Saint-Urbain de Troyes. Il est par la suite nommé architecte diocésain de Carcassonne, Coutances et Sens.
Devenu architecte des monuments historiques (1879 ?), la carrière de Louzier suit un cursus classique :
– en 1880 il est attaché à la Commission des monuments historiques ;
– en 1908 il est nommé adjoint à l'Inspection générale des monuments historiques ;
– et enfin, en 1916 inspecteur général des monuments historiques (départements du Nord-Est, de la Côte-d'Or, de la Nièvre, de l'Yonne, de la Haute-Garonne). Il exerce cette fonction jusqu'à sa mort en 1925.
On lui doit les restaurations des églises Saint-Pierre de Lisieux, de Rouvres, de Saint-Pierre-sur-Dives, de La Trinité de Falaise, de Saint-Seine, de Bricquebec, de Clamecy, Chelles, et de Champeaux, ainsi que nombreuses photographies.
Il fut également adjoint au maire du 17e arrondissement de Paris.